# 子ねこのフィガロ
『子ねこのフィガロ』（こねこのフィガロ、原題：Bath Day）は、ウォルト・ディズニー・プロダクション（現：ウォルト・ディズニー・カンパニー）が制作したアニメーション短編映画作品。公開は1946年10月11日。フィガロの短編映画シリーズの一作品である。

## あらすじ
のんびり昼寝をするフィガロに、飼い主であるミニーから声がかかった。眠そうなフィガロが声のほうを見やると、そこにはお風呂の準備をしていたミニーの姿が。風呂で洗われるのが大嫌いなフィガロは必死に抵抗し、バスタブに入るのも嫌がる。しかし、結局抵抗も空しくミニーに泡だらけにされてしまった。
お風呂の後にはミニーの趣味で柄にもなく頭にリボン、さらに香水まで付けられ、きれいになった体とは裏腹にすっかり不機嫌なフィガロ。憮然とした表情で家の外に出たフィガロの所になにやら良い香りが漂ってきた。これが好物の魚の香りであることを察知したフィガロは思わず香りのもとへ大ジャンプ。ところが着地点はごみ捨て場のごみバケツ、しかもバケツの中には野良猫が。魚の香りの出所は生ごみだった。
野良猫のルシファーと仲間の悪猫達はフィガロをからかい始めた。ルシファーはフィガロを散々追い回した後さらに裏道にまで連れ込み、フィガロをボコボコにしようとする。ところが、震えるフィガロの背にあったごみの山が崩れ、ごみの下敷きになったルシファーはあっさりのびてしまった。ごみの崩れた音がフィガロのやられた音と勘違いした仲間の悪猫達が面白がってやってきたが、とっさにフィガロはのびているルシファーの頭を踏みつけ、自分がルシファーを倒したように見せつけることで悪猫達を追い払うことに成功した。
戦いに勝利し、ふんぞり返って家に帰ってきたフィガロだったが、ミニーに見つかってしまう。ゴミ捨て場でウロウロしたためにスカンクのごとき体臭を放つまでになったフィガロを再び風呂に入れと言い出すミニーに、せっかくの勝利の気分も台無しになったフィガロであった。

## スタッフ
- 製作：ウォルト・ディズニー[1][2]
- 監督：チャールズ・A・ニコルズ[3]
- 作画：マーヴィン・ウッドワード、マレー・マクレラン、ジョージ・ニコラス、ブラッド・ケース[3]
- 脚本：エリック・ガーニー[3]
- 美術：カール・カルペ[3]
- 背景：マール・コックス[3]
- 音楽：オリバー・ウォレス[3]

## 登場キャラクター
- ミニーマウス（声：ルース・クリフォード）（吹き替え：水谷優子）
- フィガロ（声：クラレンス・ナッシュ）
- 野良猫のルシファー

## 日本での公開

### 収録
- 『夢と魔法の宝石箱 ミッキーとごきげんチーム』（VHS、DHV Japan, Ltd.）
- 『ミニー ザ・グレーテストヒッツ』（VHS、ブエナ ビスタ ホーム エンターテイメント）
- 『おしゃれキャット スペシャル・エディション』（DVD・Blu-ray、ウォルト ディズニー スタジオ ホーム エンターテイメント） - ボーナス・コンテンツの1つとして収録。